# 城前 (会津若松市)
城前（しろまえ）は、福島県会津若松市の町。郵便番号は965-0803。

## 概要
会津若松市市街地の中部に位置しており、若松城（鶴ヶ城）北側を町域とする。
町名は、前述のように若松城の前に位置することによる。

## 地理
会津盆地南東部に位置する会津地方の中心都市、会津若松市の北西部に位置する。周囲の地域とともに阿賀川の支流、湯川、溷川などやその支流により形成された扇状地上に発達した会津若松市の中心市街地を形作る。東は花春町、宝町、西は追手町、東栄町、南は城東町、北は徒之町に接する。

## 歴史

### 中世、近世
1384年、小田垣に蘆名直盛が東黒川館を築いた。これがのちに黒川城、小田垣城と言われるようになる。その後、伊達政宗の入城、奥州仕置を経たのち、蒲生氏郷により黒川が若松と改められ、1593年には城の改築をはじめた。これによって完成したのが天守閣（七層）、馬出、櫓などを備える城で、この際に内外の郭もつくられた。また、1640年、加藤明成は城の追手を北にしたほか、天守閣を五層に改めた。
江戸時代、現在の城前周辺には、横通（よこどおり）、本丁などの町があった。このうち、横通は若松城下郭内北部に位置しており、融通寺町通から三日町通を経て宝積寺通に至る南北8条の通りであった。城郭外との間には宝積寺口、甲賀町口、南町口、大町口などが設けられていた。このうち、宝積寺口は閉ざされていたほか、甲賀町口は大手口で通常閉ざされていたとされる。そのほか、町奉行屋敷も甲賀町口などに置かれたとされている。
1868年（明治元年）9月22日、戊辰戦争の戦いの結果、若松城は開城し、現在の城前周辺はほぼ焼失した。

### 近代
明治時代に入ると、民生取締所、民生局による統治を経て、1870年に若松県が置かれたほか、江戸時代からの若松城下の町は再編され、本丁、米代、小田垣、横道、権現下郭に加えて、小田町、半兵衛町のそれぞれ一部（加えて外小田垣を含むともされる）が合わさり、若松栄町となった。栄町の町名は、戊辰戦争により周辺の地域が大きな被害を受けたため、以後栄えることを願い付けられたものされている。また、若松県庁が城内に置かれていた時期があったほか、1875年、新政府の方針により若松城は取り壊されている。
その後、1877年に旧来の福島県、磐前県、若松県が合併されて福島県となったことから若松県は廃止されたほか、1889年に町村制の施行によりそれぞれ若松町内の町名となる。1889年、合わせて若松栄町は栄町の町名となり、1899年には若松町の市制施行により若松市の町名となる。

### 現代
1955年、当時の若松市と高野村、一箕村、神指村、門田村、東山村、大戸村、湊村が合併、会津若松市となったことから、以後栄町は同市の町名となる。その後、1960年代に会津若松市の住居表示が実施され、現在の城前周辺も対象となる。そして、1965年、旧栄町の一部により城前が誕生する。

## 町名の変遷
| 実施後 | 実施年月日               | 実施前       |
| ------ | ------------------------ | ------------ |
| 城前   | 1965年（昭和40年）2月1日 | 栄町（一部） |

## 世帯数と人口
2017年（平成29年）8月1日現在の世帯数と人口は以下の通りである。
| 町丁 | 世帯数  | 人口  |
| ---- | ------- | ----- |
| 城前 | 364世帯 | 591人 |

## 交通

### バス
町域南側を通る会津若松市道などで会津乗合自動車によるバスが運行されているほか、観光向けのバスとして運行されている「ハイカラさん」、「あかべぇ」も町域を経由している。

#### 路線バス等の系統
- 鶴ヶ城・飯盛山線
- ハイカラさん
- あかべぇ

## 施設
- 会津若松税務署
- 会津若松労働基準監督署
- 福島県立会津総合病院
- 会津若松市立第二中学校
- 若松第三保育園
- 城前団地
- 県営住宅
- つばくろ児童公園

## 神社、寺院、史跡、観光地
- 城前神社